# حميد (قرية)
حَمِيد قرية تقع في منطقة السكوت، في الولاية الشمالية من السودان، على الضفة الغربية من النيل يحدها من الشمال صحراء صغيرة بين قرية حميد وقرية ساقية العيد، وتحدها من الجنوب قرية أبو راقة، ومن الشرق نهر النيل وجزيرة نلوتى ، ومن الغرب الصحراء الكبرى.
تمتد القرية في شكل طولي من الشمال إلى الجنوب، ونسبة لضيق المساحة السهلية المتاخمة للنيل التي تشغلها القرية والتي لا تتجاوز نصف الكيلومتر في أحسن الأحوال، فان قرية حميد تعتبر الأطول من حيث الامتداد إذ تبدأ حدودها الشمالية بمحاذاة قرية موركة (منتصف جزيرة صاي تقريبا) وتنتهي جنوبا في محاذاة الحد الجنوبي لجزيرة نلوتى ، أي توازي في الامتداد جزيرة نلوتى كاملة مضافا إليها نصف الامتداد الطولي لجزيرة صاي.

## النشاط السكاني
الزراعة، ويزرعون في القرية والجزر المجاورة للقرية، إذ أن معظم أراضي غرب نهر النيل في منطقة السكوت كثبان رملية، ومنها قرية حميد.
الرعي، ويمارسها القليل من السكان.
الهجرة، الكثير من السكان هاجر إلى ولايات السودان المختلفة، أو في دول المهجر خاصة في دول الخليج والولايات المتحدة الأمريكية، ولكن تعتبر القرية الأقل تعرضا للهجرة مقارنة مع القرى المجاورة.

## المصدر
- القرى النوبية، للدائرة الجغرافية بعبري